# Los Lunas
Los Lunas är administrativ huvudort i Valencia County i New Mexico. Orten har fått sitt namn efter markägarfamiljen Luna. Enligt 2010 års folkräkning hade Los Lunas 14 835 invånare.